# محمد التكبالي
محمد الهادي البشير سعيد التكبالي (ولد في 12 أبريل 1999 في ليبيا) لاعب كرة قدم ليبي يجيد اللعب في مركز قلب الدفاع وأيضا الظهير الأيمن. يلعب حاليا لصالح نادي السويحلي الليبي منذ 30 يناير 2024.

## المسيرة الرياضية

### الأندية
في 13 أغسطس 2023 انتقل التكبالي من أبو سليم الليبي إلى الحد البحريني في صفقة انتقال حر.
في 30 يناير 2024 انتقل التكبالي من الحد إلى السويحلي البحريني في صفقة انتقال حر.